# Давенпорт (Флорида)
Давенпорт (енгл. Davenport) град је у америчкој савезној држави Флорида. По попису становништва из 2010. у њему је живело 2.888 становника.

## Демографија
Према попису становништва из 2010. у граду је живело 2.888 становника, што је 964 (50,1%) становника више него 2000. године.
| Група             | 2000.         | 2010.         |
| Белци             | 1.563 (81,2%) | 1.692 (58,6%) |
| Афроамериканци    | 133 (6,9%)    | 311 (10,8%)   |
| Азијати           | 6 (0,3%)      | 30 (1,0%)     |
| Хиспаноамериканци | 214 (11,1%)   | 831 (28,8%)   |
| Укупно            | 1.924         | 2.888         |